# エルンスト・ケーゼマン
エルンスト・ケーゼマン（Ernst Käsemann, 1906年7月12日 - 1998年2月17日）は、ルター派の神学者で聖書学者。

## 生涯・略歴
1906年7月、ドイツ帝国のボーフム（現ノルトライン＝ヴェストファーレン州）郊外のダールハウゼン（de:Bochum-Dahlhausen）で生まれた。ボンで神学を学び、マールブルク大学では聖書研究の泰斗ルドルフ・カール・ブルトマンに師事した。ブルトマンの弟子では最も著名な人物である。1933年から第二次世界大戦終了までナチスのドイツ支配に対し抵抗運動をつづけた。1946年から1952年までは西ドイツのマインツ大学で新約聖書学を講じた。1952年から1959年までゲッティンゲン大学（ニーダーザクセン州）新約聖書学の教授職を務めた。1959年から1971年までバーデン＝ヴュルテンベルク州にあるテュービンゲン大学福音主義神学部新約聖書学教授を務めている。なお、ゲッティンゲン大学在職中、日本の聖書学者八木誠一はケーゼマンに学んでいる。
かれの娘で1947年生まれのエリザベート・ケーゼマンは、1970年よりブエノスアイレスを本拠として南アメリカ大陸各地で社会福祉事業にたずさわっていたが、ホルヘ・ラファエル・ビデラ率いるアルゼンチン軍事独裁政権によって拉致され、秘密刑務所で拷問を受け、1977年5月に殺害された。2003年、加害者に対し国際逮捕令状が出され、ドイツ政府は責任者の引き渡しを要求している。
1998年2月、テュービンゲンで死去、91歳であった。

## 「史的イエス」の問題
師のブルトマンは『共観福音書伝承史』のなかで「原始キリスト教の信仰において本質的なことは、『宣教のキリスト』すなわち原始キリスト教団によって宣教（ケリュグマ）されたキリスト（メシア）なのであって、必ずしも『史実のイエス』ではない」というテーゼを発表し、これにより「史的イエスの問題」が発生したが、ケーゼマンが1950年代はじめにおこなった講演によってこの問題がクローズアップされ、1960年代なかばすぎまで、主としてプロテスタント神学界における中心的テーマとして活発な論争が繰り広げられた。
ケーゼマンは、師のブルトマン同様「宣教のキリスト」から出発したが、パウロが「宣教のキリスト」のなかに「パウロ書簡」という文学スタイルで神学的内容を盛りこんでいったのに対し、福音記者たちはなぜ、同じ「宣教のキリスト」に「福音書」という文学スタイルを通して史的構成を試みたのかという問題提起をおこなった。
ケーゼマンは、3人の福音記者マタイ、マルコおよびルカは、すでにイエスの語録伝承の担い手となった人びとの信仰のなかにみられる「霊的熱狂主義」と対決するために「福音書」という文学形式を採用したと説いた。つまり、霊的熱狂主義者たちは、天に召された「キリスト（メシア）」としてのイエスとかれら自身とを「霊的に」同一の境地に達しようと専心したことにみられるように、かれらは歴史性を捨象する超歴史的傾向が強かったのに対し、福音記者たちは、十字架の刑で極限に達した「イエスの生」を描いていくことで、イエスの歴史性を確保しようとしたと唱えたのである。ケーゼマンはまた、別の戦線にあったパウロは、霊的熱狂主義者との書簡の交換において、熱狂主義者の掲げる「栄光のキリスト」に対峙するため、「十字架のキリスト」としての「宣教のキリスト」を自らの立場として提示したものと説いた。
ケーゼマンは、原始キリスト教団の人びとにおける「宣教のキリスト」は、かれらがイエスの生と死の「事実性」（Echt）のなかに救いの意味を感得した限りにおいて、「宣教のキリスト」と「史的イエス」とは時間的に接続し、本質的に双方はたがいに対応しており、イエスが権威をもって神のことばを語り、「神の代理人」のように振る舞った事実は、イエスが「キリスト」であるという告白を含意するものと主張している。

## 著書
- 『新約神学の起源』（渡辺英俊訳、日本基督教団出版局） 1973年　ASIN: B000J9B128
- 『自由への叫び - 新約聖書と現代神学』（川村輝典訳、ヨルダン社） 1973年　ASIN B000J9CLVI
- 『イエスの死の意味』（安積鋭二訳、新教出版社） 1974年　ASIN B000J9AT5I
- 『イエスの最後の意志 - ヨハネ福音書とグノーシス主義』（善野碩之助, 大貫隆共訳、ヨルダン社） 1978年3月　ASIN B000J8QQL0
- 『ローマ人への手紙』（岩本修一訳、日本基督教団出版局） 1980年5月　ASIN B000J880S2
- 『パウロ神学の核心』（佐竹明, 梅本直人共訳、ヨルダン社） 1980年11月　ASIN B000J821UK

## 弟子
- de:Johannes Friedrich
- de:Walter Klaiber
- ペーター・シュトゥールマッハー
- de:Wolfgang Schrage
- 八木誠一

## ウェブリンク
- エルンスト・ケーゼマン. In: Biographisch-Bibliographisches Kirchenlexikon (BBKL).